# Cécile Aubryová
Cécile Aubryová (3. srpna 1928 Paříž – 19. července 2010 Dourdan) byla francouzská filmová herečka, spisovatelka a televizní scenáristka.

## Život
Narodila se 3. srpna 1929 jako Anne-José Madeleine Henriette Bénardová. Její otec Lucien Bénard byl učitelem na École polytechnique a její matka Marguerite Candelierová byla egyptoložka. Již od mládí se věnovala tanci a na Course Simons později studovala také herectví.
V roce 1948 ji objevil režisér a scenárista Henri-Georges Clouzot, u kterého o rok později debutovala ve filmu Manon (1949), který ihned zaznamenal obrovský úspěch a Cécile za něj rovnou získala i Zlatého lva na filmovém festivalu v Benátkách. Krátce poté také odcestovala do Spojených států a podepsala smlouvu s filmovou společností 20th Century Fox.
V roce 1950 byla obsazena do dobrodružného filmu Černá růže amerického režiséra Henryho Hathawaye, kde si zahrála po boku Tyrone Powera a Orsona Wellese. Hollywoodskou hvězdou se však stala jen na chvíli. Brzy poté se vrátila zpět do Evropy a opět se blýskla v dalším filmu Barbe-bleue (~ Modrovous) režiséra Christian-Jacquea z roku 1952, jednom z prvních francouzských barevných filmů.
V pozdější době však na žádný ze svých debutových filmů už nenavázala a do konce své kariéry v roce 1960 natočila už jen pět snímků. V polovině 50. let se také provdala za syna paši z Marrákeše Thami El Glaouiho a nějakou dobu spolu žili v Maroku, kde se jim narodil syn Mehdi El Glaoui. Po čtyřech letech manželství se však v roce 1959 rozvedli.
Hned poté, co ukončila svou hereckou kariéru, se začala věnovat psaní knih pro děti, z nichž některé dokonce sama zfilmovala. Například sérii knih Poly (1961) vydalo v Německu nakladatelství Franz Schneider Verlag a zároveň byla vysílána i jako televizní seriál. Její další úspěšný televizní seriál Bella a Sebastián, byl inspirací i pro název britské indie popové skupiny a původní kniha se stala také předlohou japonského anime filmu z roku 1981.
V roce 1973 také napsala scénář k dalšímu televiznímu seriálu Le Jeune Fabre, ve kterém se v titulní roli představila herečka Véronique Jannot i její syn Mehdi.
Cécile Aubryová zemřela na rakovinu plic v nemocnici v Dourdanu 19. července 2010 ve věku 81 let.

## Filmografie (kompletní)

### Herečka
- 1949 Manon (režie Henri-Georges Clouzot)
- 1950 Černá růže (režie Henry Hathaway)
- 1951 Barbe-Bleue (režie Christian-Jaque)
- 1951 Blaubart (režie Christian-Jaque)
- 1953 Piovuti dal cielo (režie Leonardo De Mitri)
- 1954 Tranz in der Sonne (režie Géza von Cziffra)
- 1957 La ironía del dinero (režie Guy-André Lefranc a Edgar Neville)
- 1957 C'est arrivé à 36 chandelles  (režie Henri Diamant-Berger)
- 1961 Le Petit Mouton de Peluche (krátkometrážní), (režie Jean Tourane)
- 1965 Bella a Sebastián (seriál), (režie Cécile Aubry a Jean Guillaume)
- 1968 Sebastián mezi lidmi (seriál), (režie Cécile Aubry a Jean Guillaume)

### Režisérka
- 1961 Poly (seriál)
- 1965 Bella a Sebastián (seriál)
- 1968 Sebastián mezi lidmi (seriál)
- 1970 Sebastian a Marie Morgana (seriál)
- 1973 Le Jeune Fabre (seriál)

### Scenáristka
- 1968 Sebastián mezi lidmi (seriál)
- 1973 Le Jeune Fabre (seriál)
- 2020 Čarovný Poly (film)